# Hi-NRG
Hi-NRG (pronunciado high energy) es un estilo temprano de música electrónica de baile que tuvo sus orígenes en Reino Unido y Estados Unidos directamente influido por la música disco y el pop de finales de los años 1970. El género tiene un tempo rápido (algo poco habitual en el disco) y sonidos electrónicos marcados y simplificados con reminiscencias del primer synth rock. Al mismo tiempo, comparte con otros subgéneros de música electrónica de baile la composición con patrones four to the floor, tempo rápido y vocales reverberantes.
El género conoció una moderada popularidad mainstream en Europa, a pesar de ser un emblema de las comunidades LGBT británicas y estadounidenses durante los años 1983-1985. Hacia finales de los años 1980, el Hi-NRG (junto con la música disco) también sirvió de base para la explosión de la música house.

## Terminología
En 1977, Donna Summer fue entrevistada acerca de su sencillo I Feel Love, un tema mayoritariamente electrónico que tenía un tempo bastante más acelerado que el habitual para una canción de música disco y un reconocible componente funk. En la entrevista respondió que "esta canción se convirtió en un éxito porque tiene una vibración high-energy". A partir de esta entrevista, la descripción "high-energy" (en castellano, "alta energía") comenzó a aplicarse cada vez más a un tipo de música disco de tempo rápido, especialmente a las canciones dominadas por timbres electrónicos.[cita requerida]
El umbral del tempo para un tema de high-energy disco estaba entre 130 y 140 BPM. En los años 1980, el término "high-energy" quedó estilizado en la abreviatura "Hi-NRG" (en inglés se pronuncia fonéticamente el original). Artistas de dance-pop y freestyle como Shannon, Stock Aitken Waterman, Taylor Dayne (con el seudónimo Les Lee), Freeez o Michael Sembello también fueron catalogados como "Hi-NRG" cuando publicaban en Estados Unidos.
En los años 80, Hi-NRG hacía referencia no solo a música de baile de tempo rápido, sino también a un género específico. El Hi-NRG se caracteriza por un sonido de sintetizador energético, staccato, con líneas de bajo por octavas, o bajos que en ocasiones toma el lugar del hi-hat, alternando una nota resonante con otra atenuada para remarcar el tempo del disco. También suele utilizarse de modo frecuente el sonido del clap habitual en una caja de ritmos.
Ian Levine, DJ y productor pionero del Hi-NRG en el Reino Unido, definía el Hi-NRG como "música de baile melódica y directa que no es demasiado funky."

## Historia

### La primera oleada
A partir de 1979, varios grupos y solistas comienzan a publicar temas del primer Hi-NRG, así denominado retrospectivamente: Patrick Cowley, Claudja Barry, Miquel Brown, The Pointer Sisters, Amanda Lear, France Joli, Sylvester James, Divine, Viola Wills, Donna Summer, The Weather Girls y Bobby Orlando. 
Durante el mismo período, una forma de Hi-NRG se hizo popular en Canadá (con grupos como Trans-X y Lime), en Europa lugar en que se le incluyó dentro del estilo italo disco. Este género era una evolución del space disco y entre sus exponentes estaban Kano, Laser dance y Cerrone. El sonido Hi-NRG también influenció a los incipientes house y techno.
En 1983, la revista musical británica Record Mirror comenzó a publicar una lista de Hi-NRG semanal, entrando poco después algunos temas en el mainstream de las listas de pop y música de baile del Reino Unido y Estados Unidos, entre los que figuran "Searchin' (I Gotta Find a Man)" de Hazell Dean y "High Energy" de Evelyn Thomas.

### La segunda oleada
Hacia mediados de los años 1980, los productores de Hi-NRG, cuyos éxitos llegaban a las listas de éxitos, incluían a Ian Levine y el trío Stock Aitken & Waterman, y ambos trabajaban con multitud de artistas. Estos últimos lograron tener dos de los sencillos de más éxito del género con sus producciones "You Spin Me Round (Like a Record)" del grupo Dead or Alive (número 1 en el Reino Unido y número 11 en los Estados Unidos en 1985) y "Venus" de Bananarama (número 1 en los Estados Unidos y número 8 en 1986). También lograron completar el círculo del género, por así decirlo, al componer y producir el tema de Donna Summer de 1989 "This Time I Know It's For Real" (número 3 en el Reino Unido y número 7 en los Estados Unidos), aunque este ya con mucha influencia dance pop y eurobeat. 
La revista musical estadounidense Dance Music Report publicó charts de Hi-NRG y noticias de esta industria musical desde mediados hasta finales de los años 1980, cuando el género evolucionó al eurobeat y, además, decayó en favor del acid house y el new beat.

### Era post Hi-NRG
En 1990, la música house y al euro house habían superado al Hi-NRG y el eurobeat en popularidad en la mayor parte de las discotecas. A pesar de esto, el Hi-NRG no ha dejado de producirse desde entonces en diferentes formatos, incluidas nuevas versiones remezcladas de éxitos del pop y su impronta energética permaneció en el eurodance clásico (1991/1996).[cita requerida]
Hacia finales de los 1990, nació el Nu-NRG, una fusión entre el Hi-NRG"" y trance.

### Legado
En México, el equipo de sonido móvil Polymarchs recorrió el país intercalando Hi-NRG con algunos otros géneros de manera exitosa. Regularmente se realizan fiestas Hi-NRG en el lugar del legendario Patrick Miller, el nombre más importante dentro de la difusión del estilo, además de sus Patrick Miller Fest, donde año con año se congregan algunos miles de personas y se presentan artistas de la época alternados con DJ set y lanzamientos recientes del mismo género. Otros equipos de sonido, como Soundset, King Kong, Winners, Montarbo, Weston y Albert One también siguen trabajando después de más de tres décadas programando dentro de sus fiestas bloques o DJ sets de Hi-NRG.[cita requerida]

## Lista de Artistas
- Abigail[12]
- Bananarama[13][14][15]
- Claudja Barry[16][17]
- Biddu[18]
- Boys Town Gang[19]
- Bronski Beat[20][21]
- Miquel Brown[22][23][24]
- Click!
- Cappella[25]
- The Communards[26]
- Al Corley[27]
- Corona[28][29]
- Patrick Cowley[30][31][32][33]
- Dead or Alive[34][35][36][37]
- Hazell Dean[38][39]
- Divine[40][21][41]
- Jason Donovan[13]
- Erasure[42][43]
- Fancy[44]
- The Flirts[45]
- Frankie Goes to Hollywood[21][46][47][48]
- Nicki French[29]
- Fun Fun[49]
- Eartha Kitt[50]
- Ian Levine[51][52][53][54]
- Lisa
- Lime[55][56]
- Traci Lords[57]
- Man 2 Man[58]
- Kelly Marie[59][60]
- Giorgio Moroder[30]
- Alison Moyet[61]
- Bobby Orlando[62][63][64]
- Paul Parker[65]
- Man Parrish[66]
- Pointer Sisters
- People Like Us[67]
- Pet Shop Boys[61][68][69]
- Real McCoy[28][29]
- RuPaul[70]
- Sinitta[71]
- Jimmy Somerville[72]
- Stacey Q[73]
- Stock Aitken Waterman[34][74][75]
- Donna Summer[61][13]
- Suzy Q[61]
- Sylvester[76][61][23]
- Take That[77][78][79]
- Evelyn Thomas[21][80][81][24]
- Jeanie Tracy[82]
- Trans-X[83]
- Jessie Ware[84]
- Miho Nakayama
- Fiachra Trench[85]
- U.S.U.R.A.[86]
- Village People[61]
- The Weather Girls[61][87]
- Kim Wilde[88]
- Viola Wills[89]
- Wink
- Tom Wilson[90]